# Gaetano Rubinelli
Gaetano Rubinelli (Verona, 25 ottobre 1886 – Verona, 17 ottobre 1971) è stato un ingegnere italiano.

## Biografia
Iniziò i suoi studi presso il Seminario vescovile di Verona e quindi presso il Politecnico di Milano, ottenendo il 17 settembre 1910 la laurea in Ingegneria industriale.
Nel 1911 entrò come segretario nel Consorzio Canale Camuzzoni di Verona e fino al 1964. Tra il 1916 e il 1919 Rubinelli venne arruolato come ufficiale del Genio pontieri.
Al rientro dal servizio militare, collaborò con il Comune di Verona e come ingegnere dell'ufficio tecnico. Nel 1925 si iscrisse al Collegio degli Ingegneri della Provincia di Verona. Nei primi anni Trenta divenne consigliere dell'"Ente Autonomo per le Fiere di Verona" dal 1932 al 1938. Dal 1929 al 1934 fu consigliere di amministrazione della Banca Mutua Popolare di Verona. Contribuì a fondare nell'ottobre 1945 la Cooperativa Vini Valpolicella e per oltre un decennio ne fu il primo
Presidente.
Rubinelli svolse anche la libera professione, redigendo progetti di acquedotti e canali navigabili. Nel 1933 partecipò al concorso per il rifacimento del  Ponte Garibaldi di Verona.
Acquistò nel centro di Verona il settecentesco Palazzo Fracastoro, divenuto in seguito Palazzo Rubinelli.
Ricoprì la carica di podestà di San Pietro in Cariano e quella di presidente della locale Cantina Sociale, fondata nel 1939.

## Opere
Progetti principali:

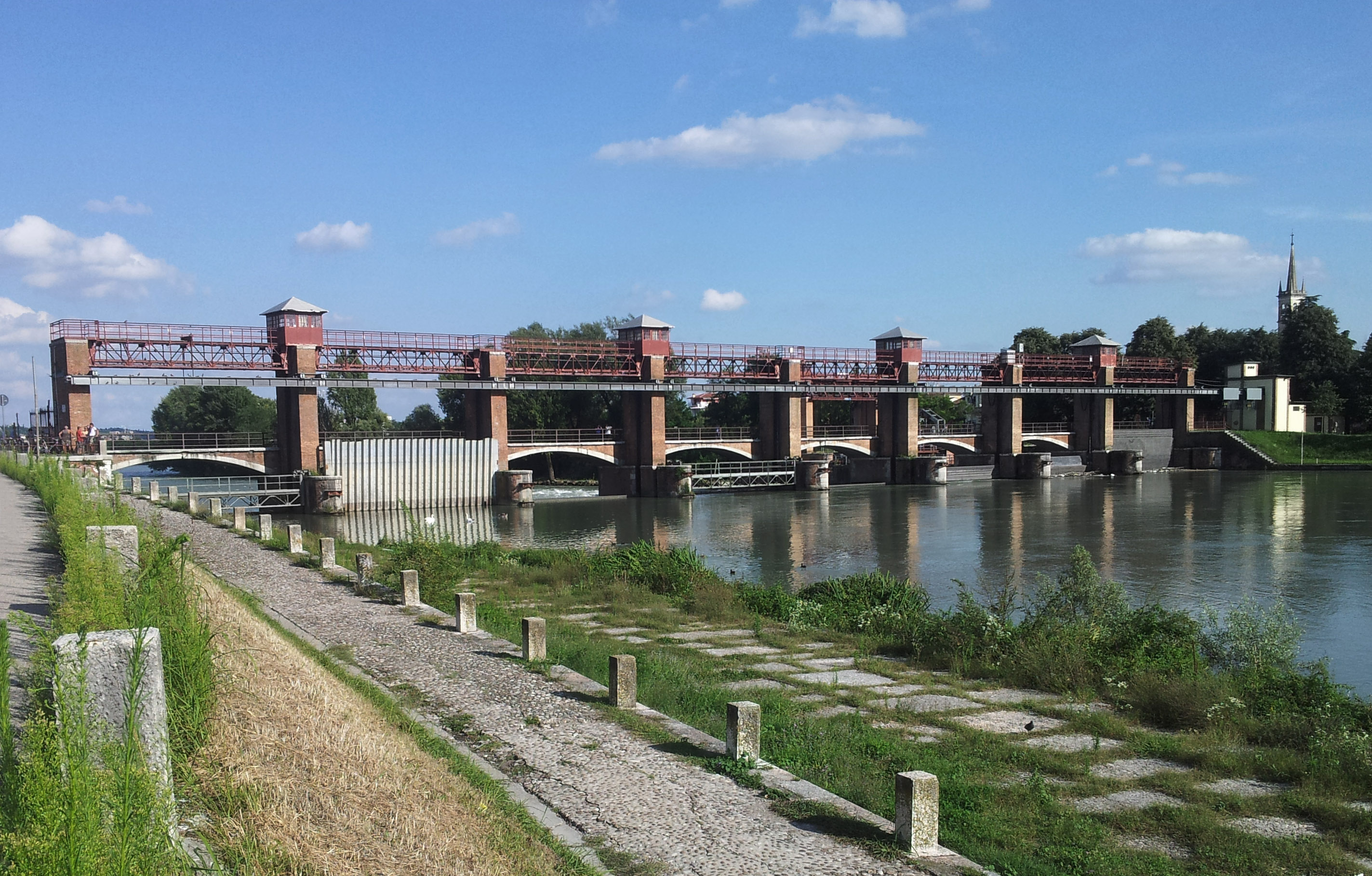
Chievo, Ponte diga

- 1920-1923, costruzione del Ponte diga di Chievo[2]
- Ristrutturazione Istituto Piccole Figlie di Lourdes, Verona[1]
- Ristrutturazione Istituti Suore di San Giuseppe, San Luigi e San Silvestro, Verona[1]
- Ristrutturazione Seminario dei Padri Cappuccini, Verona[1]